# Xã Silver Spring, Quận Cumberland, Pennsylvania
Xã Silver Spring (tiếng Anh: Silver Spring Township) là một xã thuộc quận Cumberland, tiểu bang Pennsylvania, Hoa Kỳ. Năm 2010, dân số của xã này là 13.657 người.